# آناوییسوس
آناویسوس (به یونانی: Ανάβυσσος) در ۲۲ کیلومتری جنوب پایتخت یونان ، آتن قرار دارد . آناویسوس به دو شهر سارونیدا و پالائیا فوکیا متصل است. 

## جاذبه‌های توریستی
- پارک ساحلی آناویسوس
- کلیسای سنت نیکلاس
- پلاژ برهنگی پارالیا
- پلاژ برهنگی لیتاری
- هتل کالیسپو